# Accommodation phénotypique
L’accommodation phénotypique (ou plasticité d'adaptation) est un ajustement adaptatif, sans modification génétique, des différentes formes du phénotype (voir plasticité phénotypique), à la suite de l’ajout d’un facteur environnemental nouveau ou inhabituel au cours du développement.
La plasticité (ou flexibilité) du développement des organismes est une réponse aux changements dans l’environnement interne et externe. Celle-ci peut jouer un rôle important dans l'évolution, qu’elle soit adaptative ou non. L'accommodation phénotypique peut faciliter l’apparition ainsi que l'évolution de nouveaux traits morphologiques.

## Histoire du concept

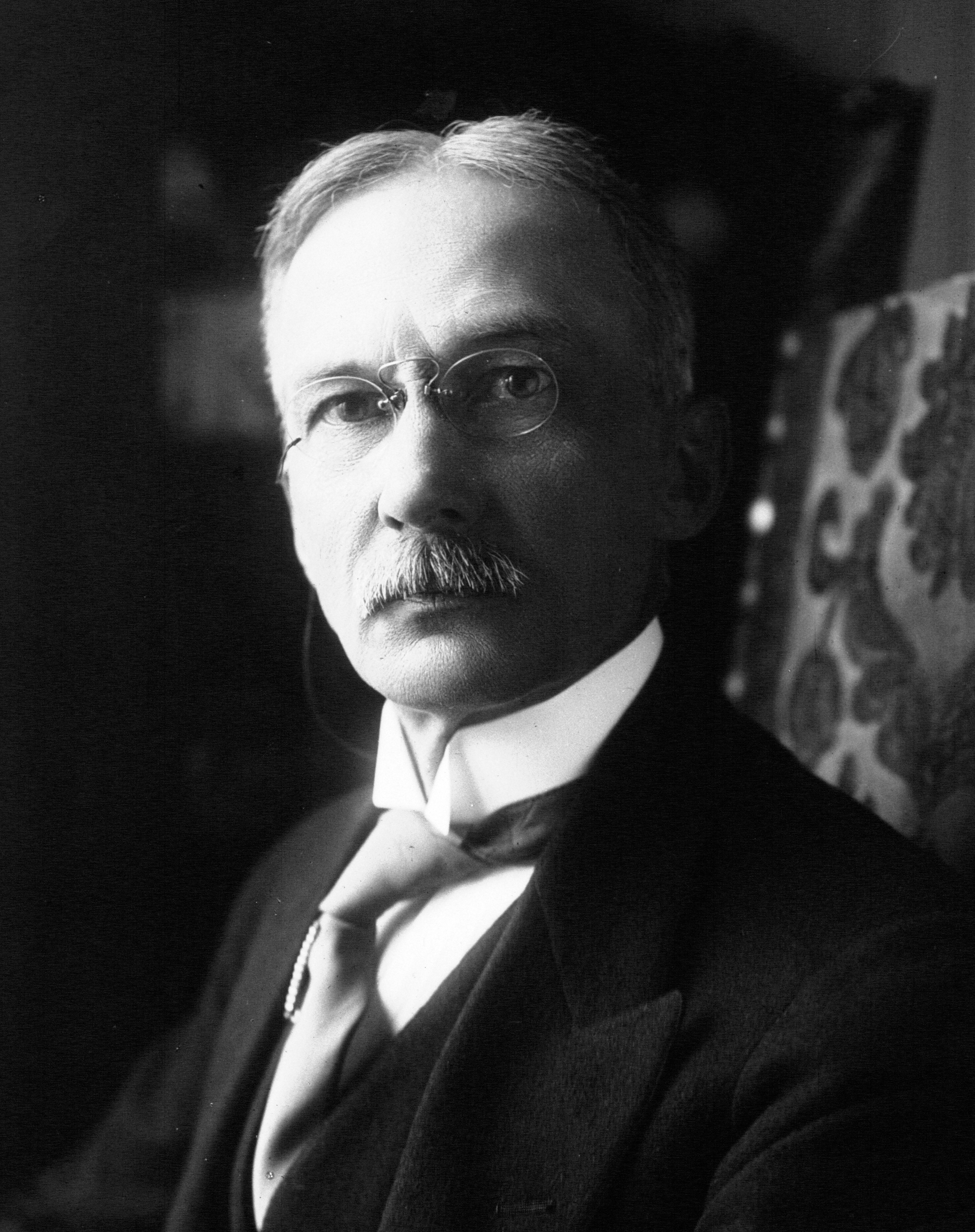
James Mark Baldwin en 1917

De nombreux auteurs ont observé que la plasticité facilite le changement évolutif.
Le plus fameux est probablement Baldwin, dont le concept de « sélection organique » signifie une amélioration de la valeur sélective due à l’accommodation phénotypique. Le processus (appelé l'effet Baldwin) par lequel il y a accommodation développementale non héréditaire (voir hérédité) à des nouveautés, permettant à l'organisme de s’adapter dans son environnement actuel, peut devenir intériorisée dans une lignée et cela affecte le cours de l'évolution. Les caractéristiques déterminantes de ce processus sont la surproduction initiale (en ce qui concerne la valeur sélective) de variations développementales aléatoires, suivie de l’accommodation dans les générations d'un sous-ensemble de cette variation par les systèmes de développement ou fonctionnels (« sélection organique »), ce qui assure la survie de l'organisme. D'autres auteurs ont démontré l'existence de l'accommodation phénotypique. Par exemple, des études empiriques de l'effet Baldwin dans l'évolution des Roselins ont été effectuées. Elles concluent sur le fait que chez les organismes complexes modernes, de nouvelles adaptations résultent principalement de la réorganisation des structures existantes. Ces structures préexistantes forment à la fois des nouveautés ou une variation nouvellement exprimée sur laquelle la sélection naturelle peut agir . Ensuite, Schmalhausen  a vu l'adaptabilité individuelle comme une force de stabilisation qui favorise l'origine et l'évolution de nouveautés morphologiques.
Il y a également Goldschmidt , qui explique la façon dont la « capacité réglementaire » des mécanismes du développement pourrait faciliter et exagérer le changement; Frazzetta , qui fait référence à la compensation phénotypique ; Müller  et son concept du tampon ontogénétique ; ainsi que Kirschner , Gerhart et Kirschner , qui considèrent les mécanismes d’accommodation phénotypique comme une forme évolutive dans les cellules lors de l'embryogenèse.

## L'accommodation phénotypique morphologique
L’accommodation phénotypique comprend la plasticité adaptative de tous les aspects du phénotype, soit la morphologie, la physiologie et le comportement. Cela peut impliquer plus d'un niveau d’organisation de la plasticité du développement. Par exemple, l’accommodation comportementale peut impliquer des réponses variées de nombreux organes (cœur, cerveau, et membres) et les mécanismes qui opèrent dans ces organes (tissus, cellules et leurs organites) . Il existe des sous-disciplines de la biologie qui étudient l’accommodation adaptative dans la physiologie et le comportement, mais il n'y a pas de champ comparable consacré principalement à des mesures d'adaptation au niveau de la morphologie. La plasticité morphologique adaptative est néanmoins bien documentée, par exemple dans les études de muscles et d'os des vertébrés  ; la taille et la forme du corps des invertébrés  ; et pour les plantes, qui est probablement le groupe le plus étudié au niveau de la plasticité morphologique . Une chèvre handicapée étudiée par Slijper , peut servir à illustrer le phénomène d’accommodation morphologique phénotypique. La chèvre de Slijper est née avec une paralysie congénitale de ses pattes avant, de sorte qu'elle ne pouvait pas marcher à quatre pattes. Elle a réussi à se déplacer en sautillant sur ses pattes arrière, un exemple d’accommodation comportementale qui a conduit à une accommodation morphologique. Quand la chèvre est morte à l'âge de 1 an, Slijper l’a disséquée et a publié une description de sa morphologie altérée, qui comprenait des changements dans les os des pattes postérieures, la forme du squelette thoracique et le sternum, des changements dans la forme et la force du bassin, développant un ischion anormalement long. Les changements dans les muscles pelviens incluent un fessier considérablement allongé et épaissi dont le point d’attache à l'os a été renforcé par un nouveau caractère, soit une série de nombreux tendons plats. Cet exemple d’accommodation de phénotype montre comment les réponses de développement peuvent modeler la forme d'un nouveau caractère morphologique. Pour la chèvre de Slijper, une nouvelle morphologie ne venait pas d'une série de mutations génétiques, mais de l'expression réorganisée de capacités qui étaient déjà présentes . Un autre exemple est celui d’un grèbe à cou noir (Podiceps nigricollis) qui avait perdu une jambe dans un accident et par la suite augmenté la masse musculaire dans sa jambe intacte de 28 %. Cela lui a permis de s’alimenter, de courir pour s’envoler et de survivre pendant environ un an .

## L’accommodation phénotypique et l'origine de nouveaux traits

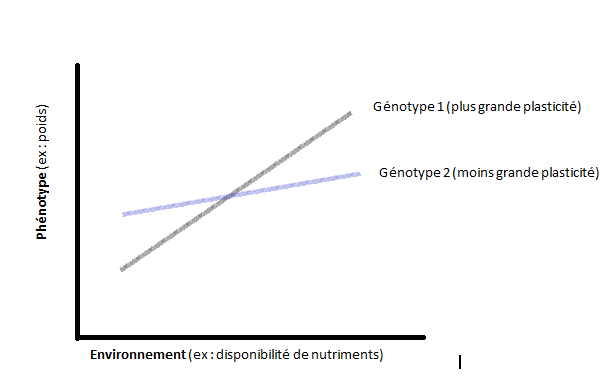
Les lignes représentent la variation phénotypique selon un gradient environnemental de chaque génotype. On remarque que le génotype 1 a une plus grande plasticité (soit un plus large éventail de phénotypes) que le génotype 2.

Une innovation morphologique peut être définie comme une forme de la morphologie qui ne figurait pas dans les ancêtres immédiats d'une espèce. Un certain nombre de mutations ou de facteurs environnementaux peuvent altérer le développement. Quel que soit le déclencheur, il agit sur un mécanisme qui contrôle toute une série de changements morphologiques, qui est une réponse intégrée du phénotype à une nouveauté dans l’environnement. Ensuite, les comportements et leurs fondements neuroendocrinologiques (voir neuroendocrinologie) , parallèlement aux changements génomiques, sont parmi les causes développementales principales des nouveautés morphologiques. Par exemple, un babouin filmé par William H. Hamilton III a montré une accommodation comportementale similaire à la chèvre handicapée . La nouveauté morphologique qui implique l’accommodation phénotypique adaptative n’est pas une variation aléatoire, car elle commence par un changement phénotypique adaptatif. L’accommodement phénotypique donne une longueur d'avance à l'évolution adaptative en produisant de nouveaux phénotypes susceptibles d'être favorisé par la sélection naturelle. À cet égard, une théorie de l'évolution adaptative qui reconnaît le rôle de l’accommodation phénotypique diffère de celles qui considèrent la sélection comme fonctionnant sur la variation aléatoire uniquement due à des mutations. En somme, l'accommodation phénotypique facilite l'évolution adaptative de deux façons :
1. elle fournit une longueur d'avance en matière d'adaptation. En effet, le nouveau trait est produit par un trait au phénotype flexible et adaptatif dont les réponses ont été soumises à la sélection naturelle dans le passé (voir illustration) ;
2. étant une nouvelle voie de développement associé à un commutateur (ou inducteur), le caractère nouveau est modulaire. Autrement dit, il est exprimé indépendamment par rapport à d'autres traits et donc soumis à la sélection indépendamment [1].

## Un modèle général pour l'origine des nouveautés phénotypiques adaptatives
Le nouveau phénotype peut augmenter en fréquence rapidement, en une seule génération, si elle est due à un effet environnemental qui est commun ou omniprésent. En revanche, si elle est due à une mutation avantageuse, ou si cela est un effet secondaire d'un trait sous sélection positive , l'augmentation de la fréquence du trait peut exiger de nombreuses générations. Parce que les facteurs environnementaux peuvent affecter de nombreux individus à la fois, ils peuvent être des initiateurs de nouveautés évolutives sélectionnables plus efficaces que des mutations qui n’affectent qu’un individu à la fois . En effet, l'induction environnementale favorise l’évolution adaptative en produisant immédiatement une population de différents phénotypiques sur lesquels la sélection peut agir. Ensuite, si la variance phénotypique est en partie due à la variation génétique entre les individus, l'évolution adaptative en réponse à la sélection peut se produire. La plasticité du développement peut conduire parfois à une évolution adaptative sans changement dans la fréquence des gènes, si la propagation d'un trait induit par l'environnement est entièrement due à la propagation de l’inducteur environnemental, comme l’implantation d'un phénotype alternatif conditionnel dans des conditions qui l’induit. La théorie darwinienne de l'évolution par la sélection naturelle est basée sur le principe que la propagation d'un trait dans une population est due à l'effet avantageux du trait. Cela est traduit par une augmentation du succès de reproduction des porteurs du trait qui fait le trait se propage (valeur sélective). La valeur sélective de Darwin n’est pas retrouvé si le trait se propage en raison de la propagation de son inducteur seul, indépendamment de l'effet sur la valeur sélective du trait. Ainsi, l'évolution de l'environnement par une augmentation de l'induction seule peut être décrite comme évolution phénotypique, un changement de la fréquence d'un phénotype particulier dans une population, mais ne peut être considéré comme une évolution adaptative darwinienne .

## Liens évolutifs entre le comportement et la morphologie
Le régime alimentaire peut affecter la morphologie par l’accommodation phénotypique, et la morphologie peut à son tour affecter l'alimentation, à la fois par l’accommodation phénotypique due à l'apprentissage et en rendant le nouveau régime plus profitable. Des observations de Greenwood  sur les cichlides des lacs d'Afrique ont montré que les individus d'une espèce de mollusque élevé sur une diète molle dans un aquarium a développé une morphologie de mâchoire pharyngale semblable à celle des espèces insectivores proches phylogénétiquement qui ont également une diète molle.

## Importance pour la recherche sur l'origine des nouveautés morphologiques
La plasticité développementale suggère de nouvelles pistes de recherche sur l'évolution de la morphologie. Pour expliquer les origines des nouveautés morphologiques, la biologie du développement a besoin d'élargir son action au-delà de l'innovation génomique pour comprendre le comportement et de considérer l'apprentissage comme un mécanisme clé de l'évolution de la morphologie. Ces mécanismes doivent être inclus dans les analyses micro-évolutives et macro-évolutives du changement. La plasticité développementale et les nouveautés morphologiques sous la sélection sexuelle sont connues pour leur capacité à produire des nouveautés morphologiques extrêmes. Nous supposons souvent que la sélection naturelle est responsable de la nouveauté, mais nous pouvons examiner de plus près comment les structures nouvelles sont utilisées. Il est tout à fait possible que des membres, en particulier des appendices comme des ailes chez les insectes et les tétrapodes, ont initialement évolués sous sélection sexuelle, même si elles sont désormais associées à la sélection naturelle .

## Conclusions
Une objection possible aux arguments présentés ici est que les traits formés par accommodation phénotypique et de nouvelles combinaisons de traits ancestraux ne sont pas vraiment des nouveautés. Est-ce que l’évolution n’est qu’une transformation et une accommodation de morceaux ? L’accommodation phénotypique implique la réutilisation de pièces ancestrales dans de nouveaux endroits. Comme on le voit dans le remodelage de l'os chez la chèvre à deux pattes, les nouvelles morphologies ont sensiblement changées de forme et de dimensions ainsi que dans la façon dont ils sont organisés. Même le changement de mutation génomique implique souvent une réorganisation, une duplication et une recombinaison de pièces et nous les appelons des mutations génétiques. Ainsi, l’accommodation phénotypique, y compris l’accommodation comportementale et l’apprentissage, peuvent être une source importante de nouveauté morphologique, car elles permettent la réorganisation immédiate des phénotypes sensibles à de nouveaux apports de l'environnement et du génome. Bien que les composants d'un phénotype réorganisé ne soient pas eux-mêmes de nouveau, la combinaison qui le rend distinctif par rapport à ces dernières ancêtres est nouvelle, et les composants sont soumis à une sélection dans un contexte nouveau. Les nouveautés dues à l’accommodation phénotypique, une fois qu'ils ont été soumis à la sélection et à l’accommodation génétique, sont de véritables innovations évolutives. Cette hypothèse plausible de transition, montrant comment le phénotype ancestral a été transformé pour produire une nouvelle forme, est une partie importante mais négligée de la biologie évolutive.